# Muffenheim

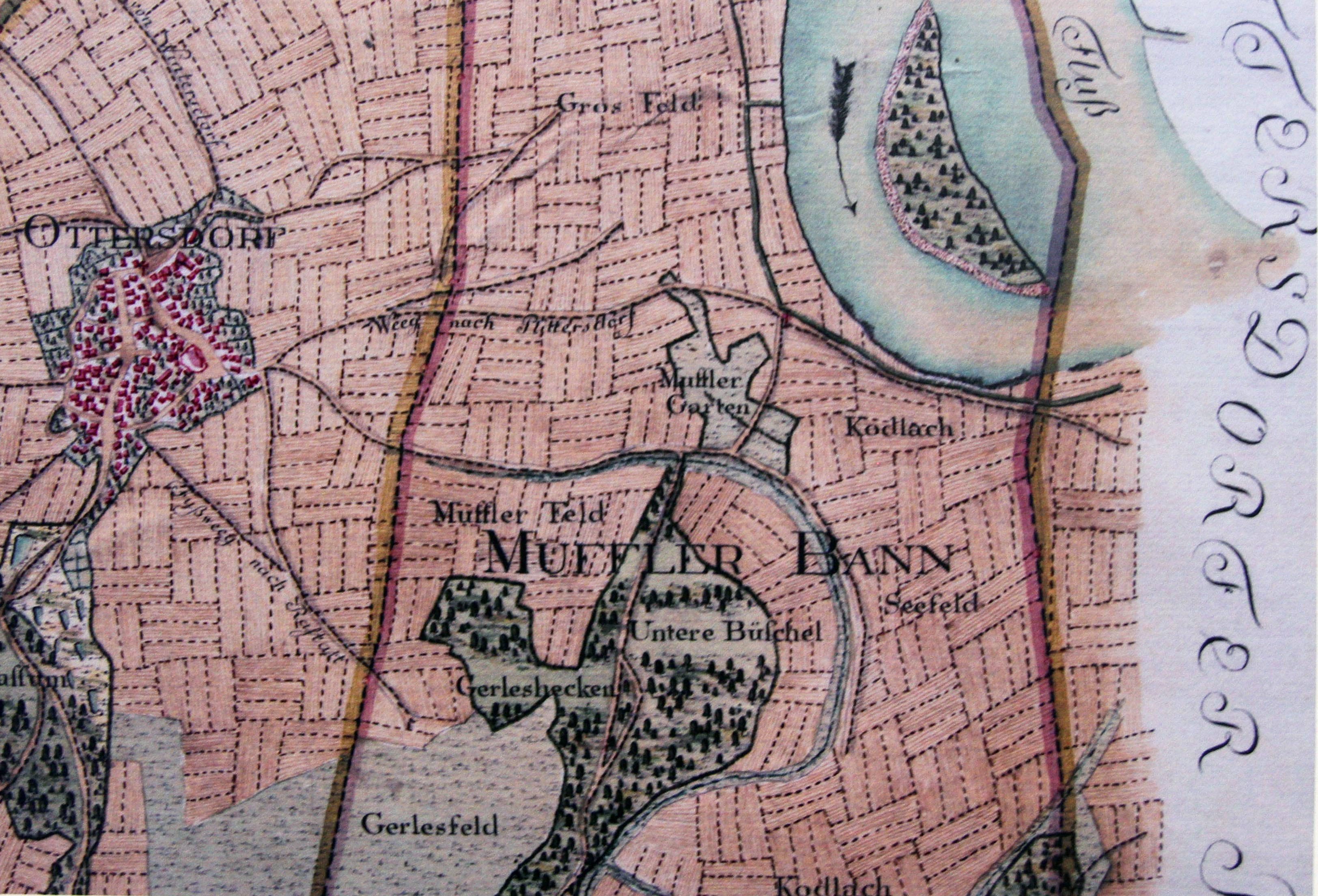
Muffenheim befand sich im Abschnitt Muffler Garten in der Mitte der Verbindungsstraße zwischen Ottersdorf und Plittersdorf.

Die Wüstung Muffenheim ist eine abgegangene Siedlung zwischen Ottersdorf und Plittersdorf bei Rastatt.
Die erste Erwähnung von Muffenheim stammt aus dem Jahre 790 in den Überlieferungen des Klosters Lorsch. Entstanden ist der Ort wahrscheinlich im 7. Jahrhundert, da nahe der Wüstung Reihengräber aus der Zeit der Merowinger gefunden wurden. Es wird davon ausgegangen, dass die Siedlung vor 1510 verlassen wurde und das Gelände zwischen den benachbarten Gemeinden Ottersdorf und Plittersdorf aufgeteilt wurde.

## Lage
Die genaue Lage des Ortes lag lange Zeit im Dunkeln und war nur grob in Karten aus dem 18. Jahrhundert verzeichnet. Durch den Bau einer Ferngasleitung wurden 1973 erste Funde gemacht. Der Ottersdorfer Franz Ruf untersuchte die Gegend in der Folge intensiver, so dass beim Bau einer weiteren Ferngasleitung das Landesdenkmalamt, vorab, in den Jahren 2001/2002 genauere Grabungen vornehmen konnte. Es kann davon ausgegangen werden, dass die Riedorte zumindest zwischen 1310 und 1464 auf einer Rheininsel lagen.

## Fundlage
Auf Grund der Grabungen des Landesdenkmalamts Baden-Württemberg kamen im rund 300 m großen Areal Funde vom 7. bis 15. Jahrhundert zu Tage. Bei den Funden handelte es sich neben Scherben um Brunnen, Grubenhäuser und Abfallgruben.